# 300 (film)

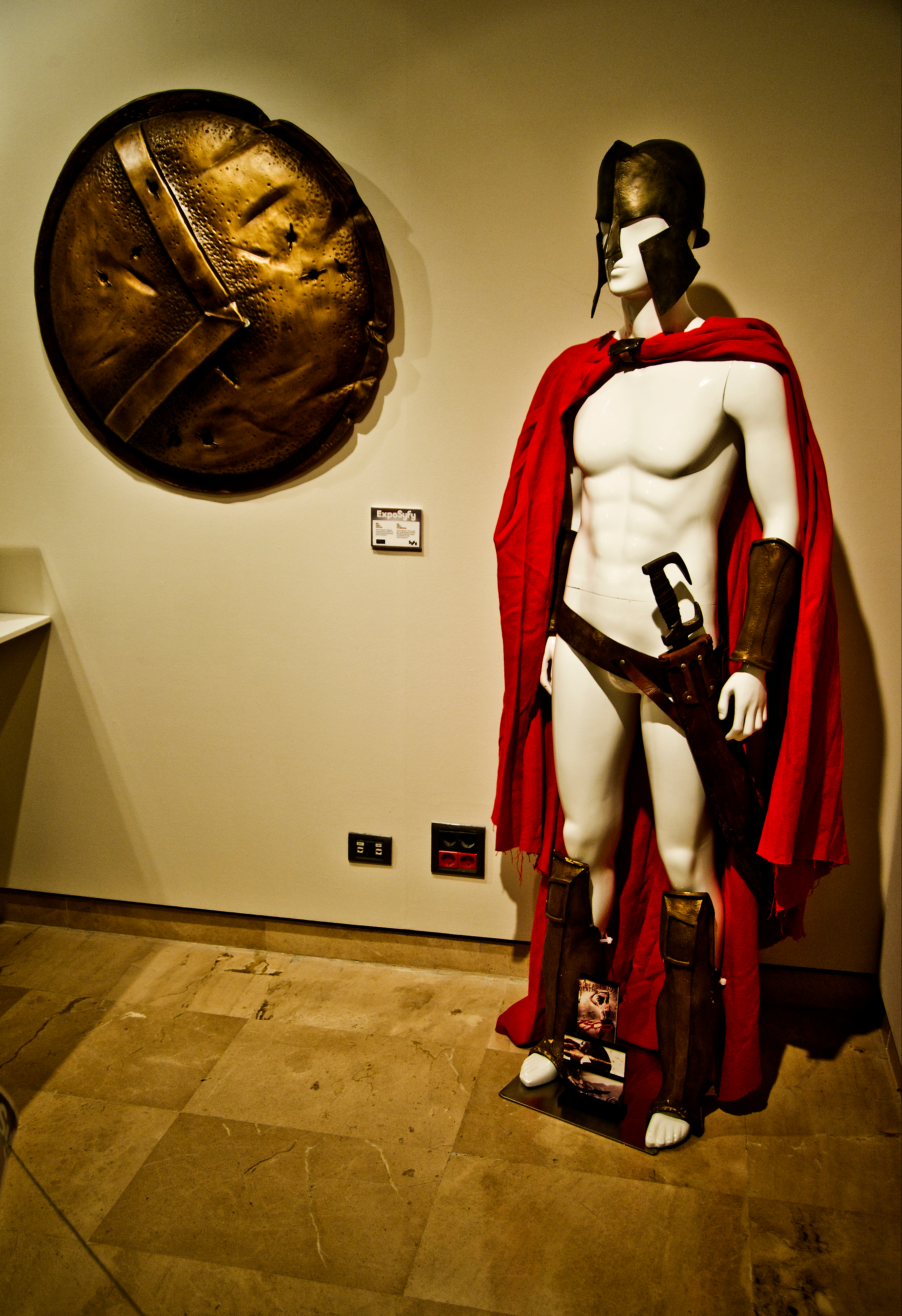
Rekvisita från filmen utställd under ExpoSYFY i San Sebastián 2013.

300 är en filmatisering av serieromanen 300 av Frank Miller, och filmen hade biopremiär i USA den 9 mars 2007. Serien är en fiktiv återberättelse av det historiska slaget vid Thermopyle. Filmen är regisserad av Zack Snyder med Frank Miller som producent och konsult. Större delen av filmen är filmad med bluescreen för att efterlikna miljöerna från den ursprungliga serien.
Spartanernas kung Leonidas (Gerard Butler) och 300 spartaner strider till siste man mot den persiske kungen Xerxes (Rodrigo Santoro) och hans armé av över en miljon perser. Samtidigt i Sparta försöker drottningen Gorgo (Lena Headey) vinna stöd åt sin man. Berättelsen ramas in av en berättarröst i form av den spartanske soldaten Dilios (David Wenham). Genom att filmen är gjord som en återberättelse av en av de deltagande soldaterna introduceras flera övernaturliga varelser vilket gör att 300 hamnar i genren historisk fantasy.
Filmen hade premiär 9 mars 2007 på både vanliga biografer och IMAX-biografer i USA. I Sverige premiärvisades filmen den 4 april samma år. Trots att kritikerna var oense om filmens stil och utseende slog den rekord. Vissa lovordade dess originalitet medan andra ansåg den vara för koncentrerad på det visuella och inte lika mycket på karaktärerna. Filmen anses även kontroversiell av både amerikaner och iranier på grund av den nedlåtande och ohistoriska framställningen av de forna perserna.
Uppföljaren 300: Rise of an Empire hade premiär i mars år 2014.

## Handling
En spartansk talare vid namn Dilios återberättar den unge Leonidas barndomsträning och berättar om det hårda och stränga spartanska sättet att leva. Leonidas kastas ut i vildmarken och överlever den stränga vintern för att sedan återvända hem där han kröns till kung. Dilios fortsätter att berätta om när en grupp persiska budbärare anländer till Sparta. De kräver att staden underkastar sig kung Xerxes. Grovt förolämpad och kränkt av detta krav svarar Leonidas dem genom att kasta ned dem i ett djupt hål. Leonidas besöker Oraklet där han föreslår en strategi för att driva tillbaka den numerärt överlägsna fienden och erbjuder, som seden säger, prästerna en gåva i guld. Prästerna, som kallas eforer, har tidigare blivit mutade av Xerxes och tolkar oraklets meddelande som att Sparta inte bör gå i krig för att undvika att avbryta den heliga högtiden Karneia.
Trots varningen samlar Leonidas ihop 300 av sina bästa soldater för att strida mot perserna. Han väljer endast ut dem som har söner så att de kan föra sitt efternamn vidare efter sin död. De vandrar norrut och en grupp av arkadier och andra greker ansluter till den spartanska hären. Vid Thermopyles trånga klippor bygger de en mur för att stoppa persernas framfart. Efialtes – en puckelryggig spartan vars föräldrar flydde för att rädda honom från sedvanligt barnamord – talar med Leonidas och anhåller om att få återupprätta sin fars namn i strid samt varnar honom om en hemlig stig som perserna kan använda för att omringa dem. Leonidas avslår hans önskan om att få strida och förklarar att han inte är förmögen att hålla en sköld på ett ordentligt sätt vilket skulle skapa en svag punkt i falangformeringen. Innan striden startar kräver perserna att de 300 ska lägga ned sina vapen. Leonidas svarar med frasen "Perser! Kom och ta dem!". Spartanerna använder falangformationen, den trånga terrängen och sin skicklighet med sköld, spjut och svärd för att slå tillbaka flera numerärt överlägsna anfallsvågor, däribland Xerxes kungliga livgarde "de odödliga". De 300 försvarar sin position och lider relativt få förluster. En imponerad Xerxes talar till Leonidas och försöker muta honom med rikedom och makt för hans kapitulation. Den spartanske kungen avböjer och säger att han istället ska få "storkonungen" att blöda. Två dagar senare avslöjar en bitter Efialtes för Xerxes var den hemliga stigen finns – han lovas en lukrativ och mäktig befattning i det persiska riket.
Efter uppmaning från en rådsman försöker drottning Gorgo i Sparta vinna över den inflytelserike Theron för att få hjälp med att övertyga det spartanska rådet att skicka förstärkningar till Leonidas. Theron låter sig hjälpa till i utbyte mot att Gorgo underkastar sig honom sexuellt – Gorgo går motvilligt med på hans närmanden. Samtidigt inser grekerna att Efialtes har förrått dem och arkadierna beslutar sig för att retirera för att undvika vad de anser vara en säker död. Spartanerna, lydiga sin lag, vägrar att följa. Leonidas beordrar endast en man – Dilios – att retirera och använda sin vältalighet för att vittna om de 300:s berättelse för det spartanska folket och försäkra att de inte glöms bort. Motvilligt lämnar Dilios slagfältet med arkadierna. I Sparta vädjar drottning Gorgo till rådet utan att få stöd från Theron som istället anklagar henne för äktenskapsbrott. Den rasande drottningen greppar tag i ett svärd från en vakt och tar död på Theron. När persiska mynt trillar ur hans börs fördömer rådet honom som en förrädare och enar sig mot Persien.
Vid Thermopyle har perserna omringat de 300 spartanerna. Xerxes talesman kräver deras kapitulation och förklarar att Leonidas får behålla sin titel som Spartas konung och kommer att bli utnämnd till Greklands krigsherre, endast ansvarig inför Xerxes. När Leonidas beordrar sina män att hugga ned budbäraren ger Xerxes sina trupper klartecken till anfall. De kvarvarande spartanerna dödas i pilregn och Leonidas stupar efter att ha uppfyllt sitt löfte att "få storkungen att blöda" genom att skada honom i kinden med ett kastat spjut. Den persiske kungen skakas av denna påminnelse om sin egen dödlighet. Dilios anländer slutligen till Sparta och inspirerar rådet med de 300:s tapperhet.
Dilios avslutar sin berättelse på ett nytt slagfält där han talar till sina soldater. Han drar slutsatsen att den persiska armén som förlorade oräkneliga soldater för att besegra endast 300 spartaner ett år tidigare måste nu vara vettskrämda när de ställs inför 10 000 spartaner och 30 000 greker från de andra stadsstaterna. De upplyfta grekerna stormar den persiska armén – slaget vid Plataiai påbörjas.

## Rollista (i urval)

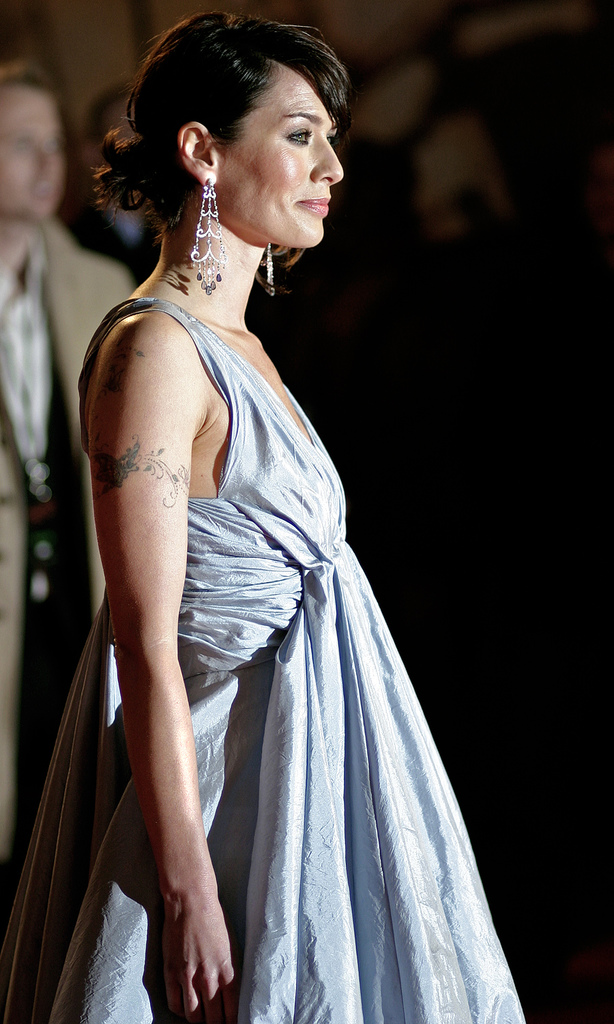
Lena Headey under filmens London-premiär.

- Gerard Butler – Kung Leonidas (spartanernas konung)
- Lena Headey – Drottning Gorgo (Leonidas fru)
- David Wenham – Dilios (berättare och spartansk soldat)
- Dominic West – Theron (en korrupt spartansk politiker)
- Michael Fassbender – Stelios (ung och energisk spartansk soldat)
- Vincent Regan – Kapten Artemis (Leonidas lojale kapten och vän)
- Rodrigo Santoro – Kung Xerxes (persernas konung)
- Andrew Tiernan – Efialtes (deformerad spartansk utböling)
- Andrew Pleavin – Daxos (arkadisk soldat)
- Tom Wisdom – Astinos (kapten Artemis äldste son)
- Giovani Cimmino – Pleistarchos (Leonidas son)
- Stephen McHattie – Lojalisten (en spartansk politiker)
- Peter Mensah – Persisk budbärare
- Kelly Craig – Pythia
- Tyler Neitzel – Leonidas som barn
- Robert Maillet – Jätte
- Patrick Sabongui – Persisk general
- Leon Laderach – Bödeln

## Inspelning
Producenten Gianni Nunnari planerade en film om slaget vid Thermopyle men regissören Michael Mann planerade redan för en film baserad på boken Gates of Fire (1998), som handlar om slaget. Nunnari upptäckte Frank Millers serieroman 300 som imponerade på honom tillräckligt för att skaffa filmrättigheterna. 300 producerades av Nunnari och Mark Canton, och Michael B. Gordon skrev manus. Regissören Zack Snyder, som debuterade med en nyinspelning av Dawn of the Dead, anlitades i juni 2004. Han anlitade manusförfattaren Kurt Johnstad för att skriva om Gordons manus för inspelning. Frank Miller anlitades till projektet för att fungera som exekutiv producent och konsult.
Filmen är en ruta-för-ruta-filmatisering av serieromanen, liknande filmatiseringen av Sin City. Snyder kopierade bildrutor från serien från vilka han sedan planerade föregående och följande filmtagningar. "Det var en rolig process för mig... att ha en bildruta som mål att nå fram till" sade Snyder (fritt översatt från "It was a fun process for me... to have a frame as a goal to get to"). Precis som i serien är karaktären Dilios berättarrösten även i filmen. Snyder använde denna berättarteknik för att visa att "Frank Millers surrealistiska värld" i 300 skildrades ur ett subjektivt perspektiv. Genom att använda Dilios förmåga att berätta historier introducerade Snyder fantasy-element i filmen. Snyder lät även bihandlingen där drottning Gorgo försöker vinna stöd för sin man vara med i filmen.

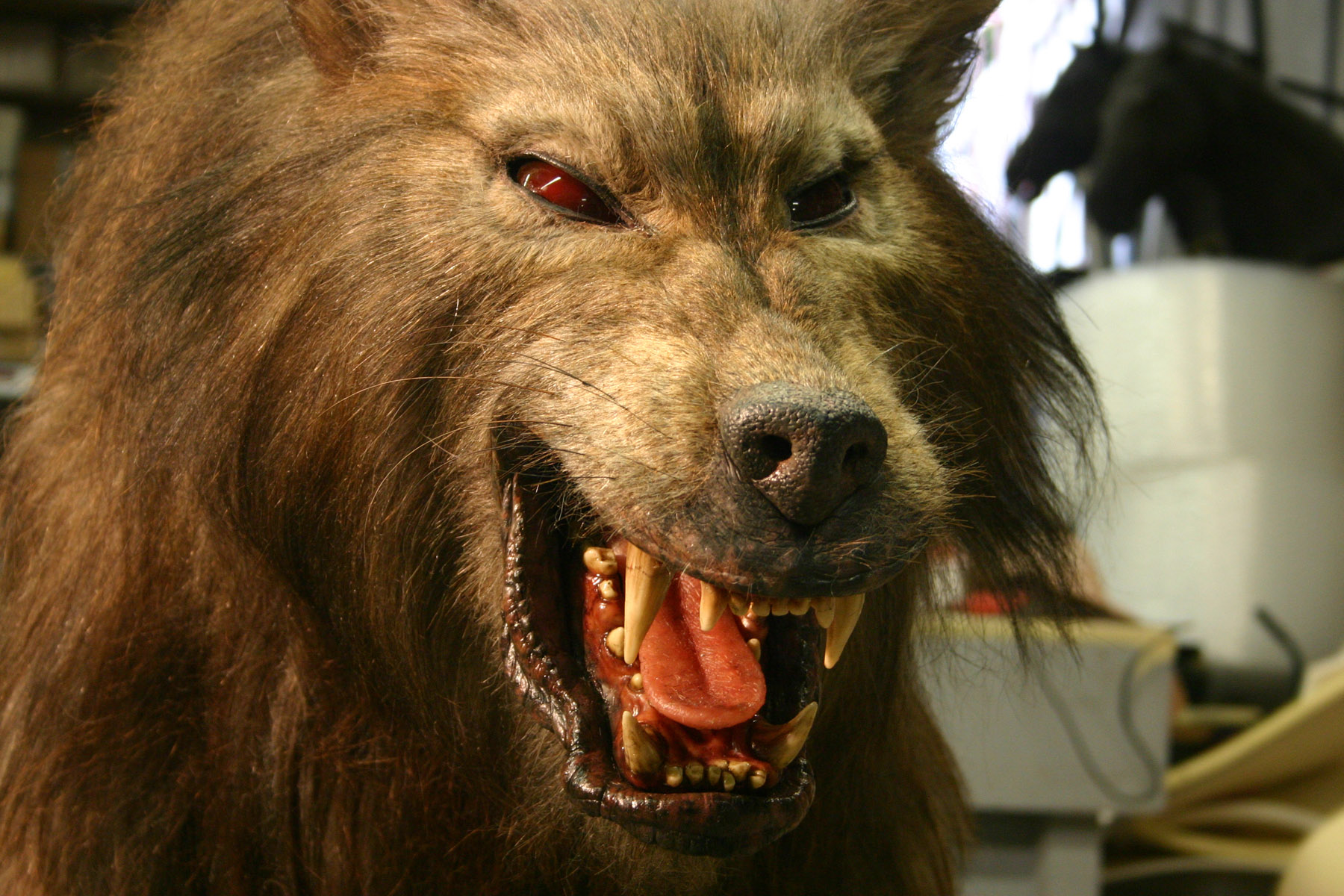
Animatronik föreställande en varg från filmen.

Två månader innan filminspelningen påbörjades började produktionen av hundratals sköldar, spjut och svärd – även rekvisita från filmerna Troja och Alexander återanvändes. En animatronik-varg samt 13 animatronik-hästar byggdes även. Skådespelarna tränade tillsammans med stuntmännen, till och med Snyder var med. Uppemot 600 dräkter skapades för filmen, samt omfattande proteser för diverse karaktärer och lik av persiska soldater.
Inspelningen av 300 påbörjades 17 oktober 2005 i Montréal, Kanada, och filmades under 60 dagar i kronologisk ordning enligt handlingen. Den hade en budget på 60 miljoner USD (cirka 400 miljoner SEK). Snyder filmade vid det numer nedlagda Icestorm Studios i Montréal och använde bluescreen. Huvudrollsinnehavaren Gerard Butler berättade att han inte kände sig hindrad av Snyders regi men att den trofasta återgivningen av serien begränsade hans prestation. David Wenham (Dilios) sade att det fanns tillfällen då Snyder ville fånga delar av serien exakt medan han vid andra tillfällen gav skådespelarna större frihet. Endast en scen filmades utomhus – en scen där hästar färdas över landsbygden. Filmen var en fysisk påfrestning för flera av de medverkande skådespelarna – Gerard Butler sträckte exempelvis en sena i armen.
Efterproduktionen hanterades av Montréals Meteor Studios och Hybride Technologies redigerade filmen och lade till över 1 500 filmtagningar med specialeffekter. Chris Watts och Jim Bissell utvecklade en process, som döptes till "The Crush", som lät konstnärerna på Meteor manipulera färgerna genom att öka kontrasten mellan ljust och mörkt. Vissa sekvenser färgmattades eller färgades för att förmedla olika sinnesstämningar. Ansvarig för konstnärerna, Ghislain St-Pierre, beskrev effekten som realistisk men med en form av grynig, illustrativ känsla. Flera datorprogram användes, bland annat Maya, RenderMan och RealFlow, för att skapa "blodstänk". Efterproduktionen pågick under ett års tid och hanterades totalt av tio specialeffektföretag.

## Filmmusik
I juli 2005 påbörjade Tyler Bates att komponera musiken till filmen. Musiken spelades in i Abbey Road Studios med bland annat sångaren Azam Ali. En standard- och en specialutgåva av filmmusiken, innehållande 25 sånger, släpptes 6 mars 2007. Specialutgåvan innehåller även en 16-sidig inlaga samt tre dubbelsidiga samlarkort.
Filmmusiken skapade uppståndelse bland filmmusikkompositörer och kritiserades för att ha stora likheter med andra nyligen släppta filmmusikskivor, bland annat James Horners och Gabriel Yareds musik till filmen Troja, och andra var rena plagiat av Elliot Goldenthals musik till filmen Titus. Vissa har även noterat att melodin i Message for the Queen är identisk med sången Zajdi, zajdi av den makedoniske kompositören Aleksandar Sarievski.